# Marina de Liso
Marina de Liso – włoska śpiewaczka operowa (alt).
Studiowała w klasie śpiewu w Conservatorio di Rovigo, a następnie w Scuola Musicale w Mediolanie u Claudine Ansermet. W 2001 zadebiutowała na scenie w roli Pani Quickly w Falstaffie. Wśród innych jej ról są m.in.: Czarownica (Dydona i Eneasz Henry'ego Purcella), Alcina (Orlando furioso Antonia Vivaldiego), Isabella (Włoszka w Algierze Gioacchino Rossiniego), Alcandro (L'Olimpiade Giovanniego Battisty Pergolesiego), Oberto (Alcina Georga Friedricha Händla), Andronico (Tamerlano Händla).
Została wyróżniona takimi nagrodami jak m.in. Toti Dal Monte na konkursie w Treviso, oraz As.Li.Co. w Mediolanie.
Współpracowała z takimi artystami i zespołami jak: Fabio Biondi, Emmanuelle Haïm, Jordi Savall, Diego Fasolis, Alberto Zedda, Antonio Florio, Europa Galante, Accademia Bizantina, Accademia Montis Regalis czy La Venexiana, Orchestra Accademia di Santa Cecilia, Le Concert des Nations, Le Concert d’Astrée.
W Polsce wystąpiła m.in. w ramach festiwalu Misteria Paschalia: 4 kwietnia 2007 w Filharmonii Krakowskiej w La Santissima Annunziata Alessandro Scarlattiego u boku Europa Galante pod dyrekcją Fabia Biondiego, 23 marca 2008 w Filharmonii w Bajazet Vivaldiego (Europa Galante z Fabiem Biondim) oraz 4 kwietnia 2010 również w Filharmonii w La Resurrezione Händla w towarzystwie Il Giardino Armonico pod batutą Giovanniego Antoniniego.